# Вишня в шоколаде
Вишня в шоколаде - популярный десерт, основные ингредиенты: вишня, шоколад.

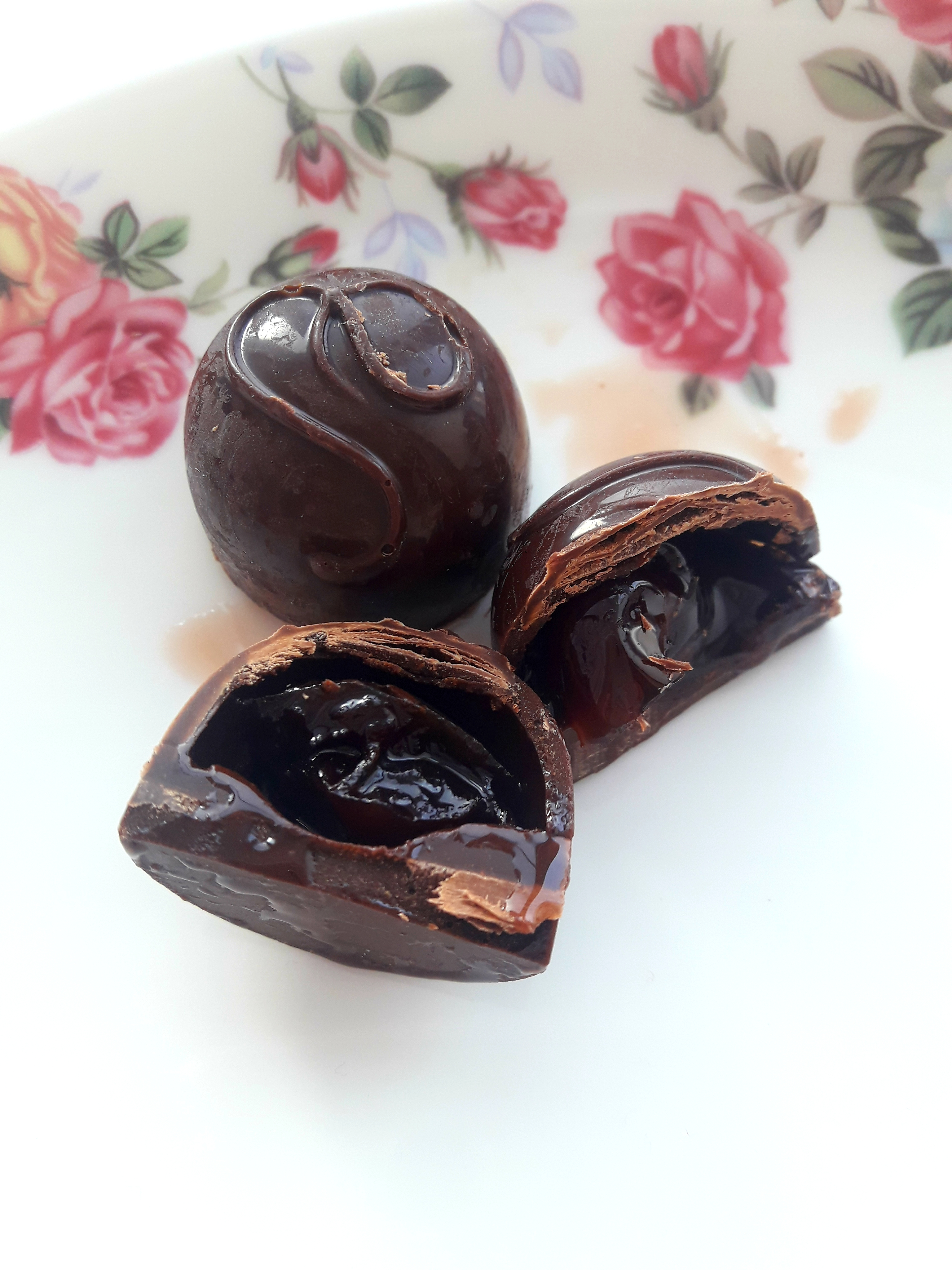
Вишня в шоколаде

## История
В 1839 году в Германии булочник Штольверк впервые использовал различные формы для отлития шоколада. Идея же заполнять шоколадную основу начинкой пралине принадлежит фабриканту Жану Нейхаузу. В Бельгии в 1912 году он впервые попробовал этот способ. Поначалу трудоёмкий ручной процесс позже был автоматизирован.
Между тем, задолго до того, в 18 веке в Англии уже вымачивали вишню в ликёре, прежде чем погружать её в шоколад. Позже идея добралась до США, американцы также добавляли в конфеты алкоголь, а позже появились варианты конфет без алкоголя, где вишни предварительно просто томились в сахарном сиропе. В Америке лакомство называют "mid-winter pick-me-up" , что буквально можно перевести как "согрею тебя зимой".
До сих пор в Америке продаются вишни, покрытые шоколадом, которые представила компания Cella Confections в Нью-Йорке в 1929 году. Далее Tootsie Roll купила в 1985 году Cella Confections. На конфетах по-прежнему написано Cella. Конфеты представлены в молочном и тёмном шоколаде, с жидкой начинкой, хотя распространены варианты конфет, где вишня представлена в пралине, мармеладе.
3 января в США и во всём мире празднуется День вишни в шоколаде, признанный Национальной ассоциацией кондитеров (National Chocolate Covered Cherry Day).